# Axel Jacob Petersson

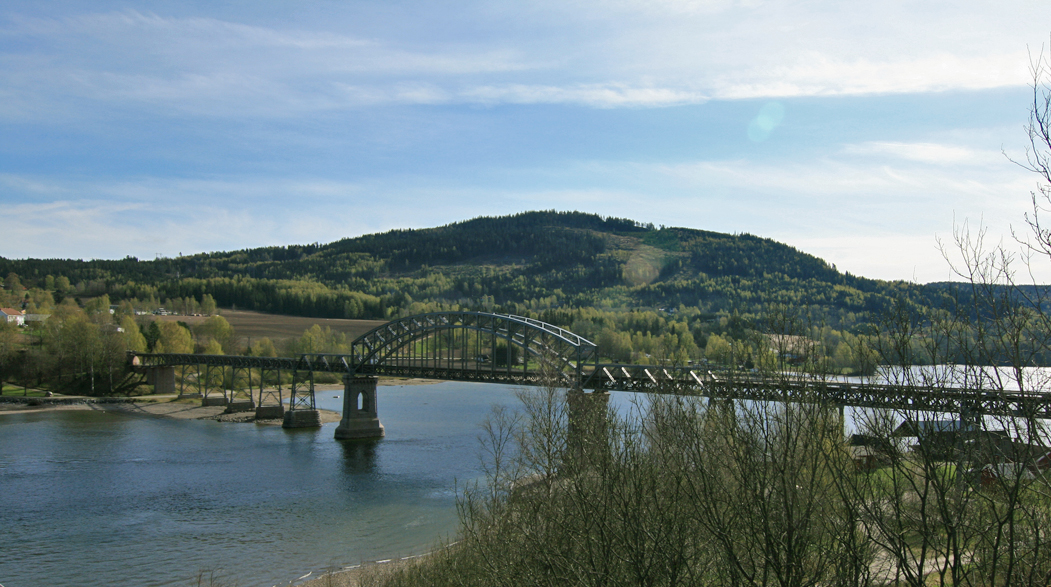
Järnvägsbron i Minnesund (1879), numera ingående i Dovrebanen

Axel Jacob Petersson, född 4 mars 1834 i Ålems socken, död 15 januari 1884 vid Kristiania, var en svensk-norsk ingenjör.
Axel Petersson var son till kyrkoherden Andreas Petersson. Efter skolstudier vid läroverket i Kalmar 1846–1851 genomgick Petersson Teknologiska institutet i Stockholm 1853–1855 och avlade avgångsexamen på den mekaniska linjen. han fick 1856 anställning på Ståhl & Wenströms kontor för maskinbyggnader och blev assistent och stationsingenjör vid järnvägsbyggnaderna i Sverige 1857, varefter han 1859 överflyttade till Norge, där han i april anställdes som assistent vid byggandet av Kongsvingerbanen. Samma år fick han anställning som ingenjör vid järnvägarnas centralstyrelse i Kristiania och blev han chef för norska statsbanornas brokontor 1865. Han var även lärare vid den militära högskolan i Kristiania 1864–1865. Som konstruktör särskilt av broar och viadukter kom Petersson att göra en betydelsefull insats vid det norska järnvägsbyggandet. Bland han många förnämliga konstruktioner märks Smaalenbanans bro vid riksgränsen och Østfoldbanens bro vid riksgränsen och bron över Vormen vid Minnesundsamt den stora viadukten över Ljandalen nära Oslo. Petersson var verksam som uppfinnare på många områden. Bland hans uppfinningar märks en roterande ångmaskin, en kamera för tagning av panoramabilder och två räknemaskiner. Petersson hade (tillsammans med Ole Herman Krag) del i uppfinningen av det krag-peterssonska geväret, i åratal brukat av norska örlogsflottan.
Petersson tvingades 1881 att ta avsked från sin järnvägstjänst på grund av en överansträngning som till slut ledde till sinnessjukdom.
Tillsammans med Cato Guldberg utgav Petersson Regler for maskindeles konstruktion (1866 och 1877) och Regler for vandhjuls og turbiners konstruktion (1868). Han skrev även en rad artiklar i "Polyteknisk tidsskrift", främst rörande järnvägsbyggnad.